# Christi-Auferstehungs-Kirche (Tobolsk)

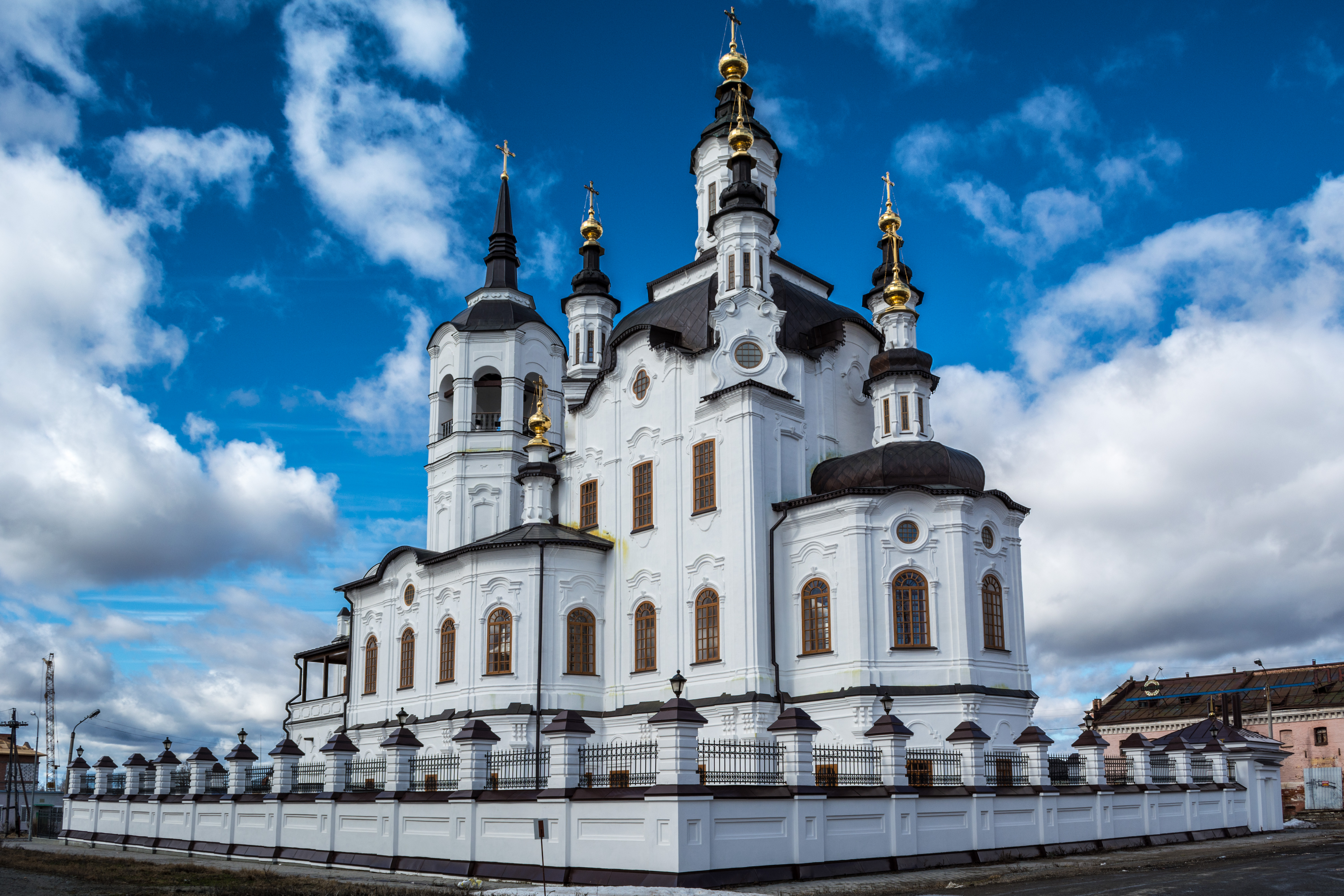

Die Christi-Auferstehungs-Kirche (russisch Храм в честь Воскресения Господня в Тобольске, transkribiert Chram v tschest Woskressenija Gospodnja w Tobolske, abgekürzt Тобольский Воскресенский храм) ist eine in Tobolsk gelegene russisch-orthodoxe Kirche der Eparchie Tobolsk.

## Geschichte
Das Gotteshaus wurde an der Stelle der im Jahr 1756 durch einen Brand zerstörten Holzkirche der  Heiligen Zacharias und Elisabet errichtet. Sie befindet sich im historischen Zentrum von Tobolsk, am Marktplatz. Der Bau erfolgte 1759 bis 1776 (nach anderen Angaben bis 1771) unter Leitung des Baumeisters Andrei Gorodnitschew. Die Kirche verfügt über insgesamt sechs Altäre. Der Hauptaltar wurde der Auferstehung Jesu Christi geweiht. Ein anderer Altar ist den Heiligen Zacharias  und Elisabet geweiht. Deswegen sowie aufgrund des Namens der früheren Holzkirche wird die Kirche oft  unzutreffend Kirche der Heiligen Zacharias und Elisabet (oder einfach Zacharjewkirche) genannt.
Unter der Sowjetherrschaft wurde die Kirche für Gottesdienste geschlossen und das Gebäude von verschiedenen Organisationen, und sogar als Wohnraum, genutzt. Alle  Türme (fünf auf dem Hauptkörper und noch zwei auf Apsise) samt Kuppeln sowie der Glockenturm wurden dabei zerstört; die Ikonostase sowie die Glocken gingen verloren. Mitte der 1990er wurde das Kirchengebäude an die Russisch-Orthodoxe Kirche zurückgegeben. Seine umfangreiche Restaurierung sowie Wiederherstellung dauerte annähernd 20 Jahre. Am 24. Februar 2017 wurde sie einem Gottesdienst wieder eingeweiht.

## Beschreibung
Die monumentale Christi-Auferstehungs-Kirche stellt ein Muster des „Sibirischen Barocks“ dar und steht als Kulturdenkmal mit föderaler Bedeutung unter Denkmalschutz. Zum Ensemble gehören das Kirchengebäude, das Refektorium sowie der Glockenturm.  Der hohe, kubische Hauptbaukörper des Kirchengebäudes,  mit einer fünfeckigen Apsis, wird von einer zweistufigen Kuppel gekrönt. Die Kuppel trägt fünf achteckige Türme, jeder Turm ist von einer kleinen zwiebelförmigen Kuppel (sogenannte Makowka) gekrönt. Das Kirchengebäude ist zweistöckig, der zweite Stock hat zwei Fensterreihen.